# Star Ocean
Star Ocean (en japonés: スターオーシャン, Sutā Ōshan) es una serie de videojuegos de rol desarrollados por tri-Ace y publicado por Square Enix (originalmente Enix). Sus diferentes entregas han ido apareciendo en diversas consolas como Super Nintendo, PlayStation o Xbox 360.

## Creación e influencia
Como fanes de la ciencia ficción y los viajes espaciales, los desarrolladores de tri-Ace crearon la saga Star Ocean con la ciencia ficción como base. Ellos mismos han citado a Star Trek como una de sus principales influencias para el aspecto visual de los juegos. Mientras que el primer juego de Star Ocean incluye más elementos fantásticos para atraer a una mayor cantidad de jugadores, las secuelas tienen un sentido más orientado a la ciencia ficción. Star Ocean: Till the End of Time fue descrito por su productor, Yoshinori Yamagishi, como «la visión definitiva» de tri-Ace sobre «el mundo de Star Ocean». La gran diferencia temporal entre Star Ocean: The Second Story y Till the End of Time se explica por la elección de enfatizar la serie en el mundo ficticio en lugar de centrarse en sus personajes.

## Sistema de juego
Los juegos de Star Ocean son conocidos por su sistema de batalla en tiempo real. Las batallas tienen lugar en escenarios separados, pero todos los personajes se mueven totalmente en las tres dimensiones en vez de estar esperando fijos y recibiendo daño. Pueden esquivar y perseguir a los enemigos y deben lanzar sus hechizos y realizar sus ataques a la vez que los enemigos. En los primeros juegos, los magos tenían hechizos mientras que los luchadores tenían ataques físicos especiales llamados «Killer Moves». Tanto los hechizos como los ataques especiales son aprendidos después de alcanzar un determinado nivel requerido (o por medio de objetos especiales o misiones secundarias) y tienen un coste de HP (Puntos de Vida) o de MP (Puntos de Magia) para poder ser usados. En Star Ocean: Till the End of Time, todos los personajes pueden usar hechizos y técnicas de batalla.
Los juegos de Star Ocean tienen un estilo común sobre los objetos. Los miembros del grupo pueden crear nuevos objetos o mejorar los ya existentes a través de habilidades como la metalurgia, alquimia, escritura, pintura y cocina. Los objetos más poderosos sólo son posibles de obtener mediante el sistema de creación de objetos y muchos otros pueden ser vendidos por una cantidad de dinero o proporcionar grandes beneficios (por ejemplo, los libros pueden ser usados para transferir técnicas y habilidades; las comidas cocinadas sirven para eludir el límite de 20 objetos de cada clase en el inventario,...). Se le da una gran importancia a la creación de objetos.
Los personajes de la saga fueron diseñados para ser como figuras de acción. Fue considerada una característica que consistía en cambiar el aspecto del personaje cuando cambiaba su equipamiento, pero se rechazó por la gran cantidad de personajes que habría que diseñar. Sin embargo, después del lanzamiento de Star Ocean: Till the End of Time la apariencia de los personajes cambia para reflejar el tipo de arma que están usando.
Finalmente, tanto el segundo como el tercer juego de la serie fueron algo notorios por el cambio del nombre de los personajes cuyos nombres contenían referencias religiosas, lo cual algunos fanes encontraron extraño dada la reciente asociación de Enix con Square, compañía en la que no omitían dichas referencias en sus juegos de rol (siendo Xenogears el más famoso).
La jugabilidad de los Star Ocean es a menudo comparada con la saga Tales of de Namco. Después del lanzamiento de Tales of Phantasia, prácticamente el departamento de diseño entero se fueron a tri-Ace. Como resultado, muchos consideran al primer Star Ocean como una secuela espiritual de Tales of Phantasia, un comentario que ser repite por las webs de fanes para describir al primer título de la serie.

## Juegos

### Star Ocean
Primer juego de la serie. Estableció las directrices de la serie, incluyendo el ambiente futurista, el sistema de batallas en tiempo real, el sistema de creación de objetos y las acciones privadas. Este capítulo está ambientado en el año 346 SD y relata la aventuras de Roddick Farrence y de cómo busca una cura para la enfermedad que asola su planeta con la ayuda de dos terrícolas.
| Nombre                        | Plataforma                    | Fecha de lanzamiento en Japón | Fecha de lanzamiento en Norteamérica | Fecha de lanzamiento en Europa | Notas |
| ----------------------------- | ----------------------------- | ----------------------------- | ------------------------------------ | ------------------------------ | --- |
| Star Ocean                    | Super Nintendo                | 19/07/1996                    | ---                                  | ---                            | Versión original. Nunca fue lanzado fuera de Japón, pero fue traducido de manera no oficial al inglés a través de una ROM hackeada por DeJap Translations y otra versión al español por Traducciones Magno el resultado puede jugarse con un emulador.                                  |
| Star Ocean: First Departure   | PlayStation Portable          | 27/12/2007                    | 21/10/2008                           | 24/10/2008                     | Remake. El juego fue rehecho usando el motor de Star Ocean: The Second Story. Se adoptaron fondos prerrenderizados, campos de batalla en 3D, un nuevo diseño artístico de los personajes, escenas animadas por parte de Production I.G, doblaje al inglés y nuevos personajes jugables. |
| Star Ocean: First Departure R | PlayStation 4 Nintendo Switch | 05/12/2019                    | 05/12/2019                           | 05/12/2019                     | Port mejorado del remake. Incluye la opción de audio dual (inlglés o japonés), modo "turbo", nuevas ilustraciones de los personajes y mejoras de equilibrio. |

### Star Ocean: The Second Story
Conserva las características de su predecesor mientras introduce fondos prerrenderizados, vídeos en movimiento y campos de batalla en 3D. Esta entrega tiene lugar en 366 SD (20 años después del primer título), incluye un nuevo elenco de personajes, entre ellos Claude C. Kenny (el hijo de Ronyx J. Kenny del primer Star Ocean) y Rena Lanford, quienes investigan el «Sorcery Globe», un objeto que ha surgido en el planeta Expel y ha sido el causante de desastres desde entonces.
| Nombre                       | Plataforma                     | Fecha de lanzamiento en Japón | Fecha de lanzamiento en Norteamérica | Fecha de lanzamiento en Europa | Notas |
| ---------------------------- | ------------------------------ | ----------------------------- | ------------------------------------ | ------------------------------ | --- |
| Star Ocean: The Second Story | PlayStation                    | 30/07/1998                    | 31/05/1999                           | 12/04/2000                     | Versión original. |
| Star Ocean: Second Evolution | PlayStation Portable           | 02/04/2008                    | 19/01/2009                           | 13/02/2009                     | Port mejorado. Incluye mejoras como doblaje completo al inglés, nuevos personajes jugables, nuevas imágenes de los personajes y escenas animadas por Production I.G.                              |
| Star Ocean: Second Evolution | PlayStation Vita PlayStation 4 | 10/2015                       | ---                                  | ---                            | Port mejorado. Además de mejoras gráficas y musicales, incluye un nuevo tema de apertura, trofeos y objetos descargables para facilitar el juego. Esta edición no ha sido lanzada fuera de Japón. |
| Star Ocean: Second Evolution | PlayStation 3                  | 12/2015                       | ---                                  | ---                            | Port mejorado. Además de mejoras gráficas y musicales, incluye un nuevo tema de apertura, trofeos y objetos descargables para facilitar el juego. Esta edición no ha sido lanzada fuera de Japón. |

### Star Ocean: Blue Sphere
Continuación directa de The Second Story, lanzado solamente en Japón (fue planeada una versión para Estados Unidos pero fue cancelada). Blue Sphere es un spin-off que adapta la saga Star Ocean a lo portátil alterando varios aspectos en el proceso, incluyendo la creación de objetos interactiva, acciones privadas automáticas, batallas en scroll de 2D, acciones de campo y la eliminación de las batallas aleatorias. Toma lugar en 368 SD (dos años después de The Second Story) y relata el retorno de los 12 personajes principales para intentar resolver el misterio del planeta Edifice y su naturaleza destructiva que erradica la civilización cada 200 años.
| Nombre                  | Plataforma     | Fecha de lanzamiento en Japón | Fecha de lanzamiento en Norteamérica | Fecha de lanzamiento en Europa | Notas                                                                                         |
| ----------------------- | -------------- | ----------------------------- | ------------------------------------ | ------------------------------ | --------------------------------------------------------------------------------------------- |
| Star Ocean: Blue Sphere | Game Boy Color | 28/06/2001                    | ---                                  | ---                            | Versión original.                                                                             |
| Star Ocean: Blue Sphere | Móviles        | 08/06/2009                    | ---                                  | ---                            | Remake para móviles japoneses i-mode, con gráficos actualizados y banda sonora remasterizada. |

### Star Ocean: Till the End of Time
Primer juego de la serie enteramente en 3D y plenamente doblado. Conserva la mayoría de los aspectos de los juegos anteriores con nuevos añadidos como la capacidad de patentar los objetos creados durante la creación de objetos y la posibilidad de reclutar inventores que creen objetos para el jugador. El juego tiene lugar unos 400 años después del final de Blue Sphere, en el 772 SD. El protagonista es Fayt Leingod, que después de verse separado de sus padres durante un ataque alienígena a un planeta vacacional, es perseguido por las mismas fuerzas Vendeeni a través del espacio por razones que van más allá de su imaginación.
| Nombre                                          | Plataforma    | Fecha de lanzamiento en Japón | Fecha de lanzamiento en Norteamérica | Fecha de lanzamiento en Europa | Notas |
| ----------------------------------------------- | ------------- | ----------------------------- | ------------------------------------ | ------------------------------ | --- |
| Star Ocean: Till the End of Time                | PlayStation 2 | 27/02/2003                    | ---                                  | ---                            | Versión original. |
| Star Ocean: Till the End of Time Director's Cut | PlayStation 2 | 22/01/2004                    | 31/08/2004                           | 01/10/2004                     | Versión del director del juego con mazmorras extras, nuevos personajes jugables, un modo versus y arreglos en la jugabilidad. |
| Star Ocean: Till the End of Time Director's Cut | PlayStation 4 | 31/03/2017                    | 23/05/2017                           | 23/05/2017                     | Añade soporte de resolución a 1080p, trofeos, uso compartido y uso a distancia.                                               |

### Star Ocean: The Last Hope
Según la línea argumental de la serie, esta entrega se sitúa antes de todas las demás, cronológicamente después de la 3.ª Guerra Mundial tras la cual la humanidad debe encontrar un nuevo hogar para sobrevivir. El protagonista es un joven llamado Edge Maverick que está acompañado por su amiga de la infancia Reimi Saionji.
| Nombre                                          | Plataforma                      | Fecha de lanzamiento en Japón | Fecha de lanzamiento en Norteamérica | Fecha de lanzamiento en Europa | Notas |
| ----------------------------------------------- | ------------------------------- | ----------------------------- | ------------------------------------ | ------------------------------ | --- |
| Star Ocean: The Last Hope                       | Xbox 360                        | 19/02/2009                    | 23/02/2009                           | 05/06/2009                     | Versión original. |
| Star Ocean: The Last Hope International         | PlayStation 3                   | 04/02/2010                    | 09/02/2010                           | 12/02/2010                     | Port con mejoras gráficas y la posibilidad de seleccionar voces tanto es inglés como en japonés, además de incluir subtítulos en inglés, francés, español, alemán, italiano y japonés en todas sus versiones. Además, el juego consta de un único disco Blu-ray, en lugar de tres discos como en Xbox 360. |
| Star Ocean: The Last Hope 4K & Full HD Remaster | PlayStation 4 Microsoft Windows | 28/11/2017                    | 28/11/2017                           | 28/11/2017                     | Edición remasterizada que soporta resoluciones hasta 4K. Solo disponible como descarga digital. |

### Star Ocean: Integrity and Faithlessness
Tiene lugar en el 537 SD, entre The Second Story y Till the End of Time.
| Nombre                                  | Plataforma    | Fecha de lanzamiento en Japón | Fecha de lanzamiento en Norteamérica | Fecha de lanzamiento en Europa | Notas                     |
| --------------------------------------- | ------------- | ----------------------------- | ------------------------------------ | ------------------------------ | ------------------------- |
| Star Ocean: Integrity and Faithlessness | PlayStation 4 | 31/03/2016                    | 28/06/2016                           | 01/07/2016                     | Versión original.         |
| Star Ocean: Integrity and Faithlessness | PlayStation 3 | 28/04/2016                    | ---                                  | ---                            | Solo disponible en Japón. |

### Star Ocean: Anamnesis
Juego conmemorativo del vigésimo aniversario de la serie en el que se controlan a personajes de las otras entregas en combates contra enemigos en entornos tridimensionales. El juego soporta modo multijugador para hasta 4 personas.
| Nombre                | Plataforma  | Fecha de lanzamiento en Japón | Fecha de lanzamiento en Norteamérica | Fecha de lanzamiento en Europa | Notas |
| --------------------- | ----------- | ----------------------------- | ------------------------------------ | ------------------------------ | --- |
| Star Ocean: Anamnesis | Android iOS | 07/12/2016                    | 07/2018                              | 07/2018                        | Versión original. La versión internacional finalizó su servicio el 5 de diciembre de 2019, manteniéndose solamente la versión japonesa a partir de ese momento. |

## Manga y anime
Hay un manga inconcluso hecho por Mayumi Azuma que fue transformado en una serie de anime igualmente inconclusa: Star Ocean EX. Tanto el manga como el anime están basados en Star Ocean: The Second Story. El manga nunca fue publicado en Estados Unidos ni Europa, pero existen versiones traducidas por fanes. El anime está actualmente licenciado por Geneon Entertainment en Estados Unidos y ha sido lanzado en DVD. En Europa no ha salido. En total han sido emitidos 26 episodios en la televisión japonesa.